# Cyzicus morsei
Cyzicus morsei är en kräftdjursart som först beskrevs av Alpheus Spring Packard 1883.  Cyzicus morsei ingår i släktet Cyzicus och familjen Cyzicidae. Inga underarter finns listade i Catalogue of Life.